# Pheugopedius sclateri
Pheugopedius sclateri là một loài chim trong họ Troglodytidae.